# Pantoja (Toledo)
Pantoja és un municipi de la província de Toledo, a la comunitat autònoma de Castella la Manxa. Limita amb Numancia de la Sagra, Borox, Alameda de la Sagra, Cobeja, Villaluenga de la Sagra i Yuncler

## Administració
| Període      | Nom de l'alcalde/-essa     | Partit polític | Data de possessió |
| ------------ | -------------------------- | -------------- | ----------------- |
| 1979 - 1983  | Ildefonso Alonso Moreno    | Independent    | 19/04/1979        |
| 1983 - 1987  | Ildefonso Alonso Moreno    | Independent    | 28/05/1983        |
| 1987 - 1991  | Ildefonso Alonso Moreno    | Independent    | 30/06/1987        |
| 1991 - 1995  | Ildefonso Alonso Moreno    | Independent    | 15/06/1991        |
| 1995 - 1999  | Ildefonso Alonso Moreno    | Independent    | 17/06/1995        |
| 1999 - 2003  | María Emma Lozano López    | PP             | 03/07/1999        |
| 2003 - 2007  | María Ángeles García López | PSOE           | 14/06/2003        |
| 2007 - 2011  | María Ángeles García López | PSOE           | 16/06/2007        |
| 2011 - 2015  | n/d                        | n/d            | 11/06/2011        |
| 2015 - 2019  | n/d                        | n/d            | 13/06/2015        |
| 2019 - 2023  | n/d                        | n/d            | 15/06/2019        |
| Des del 2023 | n/d                        | n/d            | 17/06/2023        |

## Demografia
| 1996  | 1998  | 1999  | 2000  | 2001  | 2002  | 2003  | 2004  | 2005  | 2006  |
| ----- | ----- | ----- | ----- | ----- | ----- | ----- | ----- | ----- | ----- |
| 2.282 | 2.344 | 2.403 | 2.469 | 2.590 | 2.683 | 2.789 | 2.944 | 3.065 | 3.155 |